# Ígor Alexéyev
Ígor Pávlovich Alexéyev –en ruso, Игорь Павлович Алексеев– (27 de diciembre de 1972) es un deportista ruso que compitió en halterofilia.
Ganó una medalla de oro en el Campeonato Mundial de Halterofilia de 1995, en la categoría de 91 kg. Participó en los Juegos Olímpicos de Atlanta 1996, ocupando el quinto lugar en la misma categoría.

## Palmarés internacional
| Campeonato Mundial | Campeonato Mundial | Campeonato Mundial | Campeonato Mundial |
| Año                | Lugar              | Medalla            | Categoría          |
| ------------------ | ------------------ | ------------------ | ------------------ |
| 1995               | Cantón (China)     | Medalla de oro     | 91 kg              |